# Wojciech Browarny
Wojciech Jan Browarny (ur. 2 października 1970 w Oleśnicy) – śląski historyk literatury, krytyk literacki, regionalista, profesor nadzwyczajny Uniwersytetu Wrocławskiego. Uważa się za Ślązaka i deklaruje wyłącznie narodowość śląską. Pracuje w Instytucie Filologii Polskiej UWr. Kieruje Zakładem Literatury Polskiej XX i XXI wieku oraz Pracownią Badań Regionalnych. Zajmuje się współczesną polską prozą, kulturą literacką na Śląsku po 1945 roku, antropologicznymi problemami nowoczesności oraz związkami kultury i historii z przyrodą.

## Życiorys

### Działalność naukowa
W 1996 ukończył filologię polską na Uniwersytecie Wrocławskim. Studiował również inżynierię środowiska na Politechnice Wrocławskiej. W latach 1996–1999 kierował działem krytyki pisma literacko-artystycznego „Dykcja”. Doktoryzował się na UWr w 2000, a habilitował tamże w 2014.
Jako recenzent współpracuje z miesięcznikami „Nowe Książki” i „Odra”.
Jest przewodniczącym Uniwersyteckiego Komitetu ds. Opieki nad Grobami Osób Zasłużonych dla UWr. Należał do koła wrocławskiego Stowarzyszenia Osób Narodowości Śląskiej.
W kadencjach 2020–2023 oraz 2024–2027 został wybrany i powołany na członka Komitetu Nauk o Literaturze Polskiej Akademii Nauk.
W latach 2022–2024 był członkiem jury Literackiej Nagrody Europy Środkowej „Angelus” i kapituły Lubuskiego Wawrzynu Literackiego. Od 2025 jest jurorem Wrocławskiej Nagrody Poetyckiej Silesius.

### Działalność polityczna
Jest członkiem partii Razem. Z jej ramienia kandydował w okręgu wrocławskim do Sejmu w wyborach parlamentarnych w 2015. Od listopada 2015 należał do rady okręgu wrocławskiego ugrupowania, a w czerwcu 2016 został wybrany do rady województwa dolnośląskiego partii. W wyborach samorządowych w 2018 kandydował na radnego Wrocławia z listy komitetu Wrocław dla Wszystkich, który nie uzyskał mandatów, podobnie jak koalicja Lewica Razem, z ramienia której był kandydatem w wyborach do Parlamentu Europejskiego w 2019. W wyborach parlamentarnych w 2023 reprezentował Razem na wrocławskiej liście Nowej Lewicy do Sejmu.

## Życie prywatne
Ma żonę i dwoje dzieci. Mieszka we Wrocławiu.

## Publikacje

### Publikacje indywidualne
- Opowieści niedyskretne. Formy autorefleksyjne w prozie polskiej lat dziewięćdziesiątych (Wrocław 2002).
- Fikcja i wspólnota. Szkice o tożsamości w literaturze współczesnej (Wrocław 2008).
- Tadeusz Różewicz i nowoczesna tożsamość (Kraków 2013).
- Tadeusz Różewicz and Modern Identity in Poland since the Second World War (tłum. P. Zazula, Wrocław 2019)[12].
- Historie odzyskane. Literackie dziedzictwo Wrocławia i Dolnego Śląska (Wrocław 2019).
- Tadeusz Różewicz, Wybór prozy. Wstęp i opracowanie Wojciech Browarny, BN I 338 (Wrocław 2021).
- W drodze. Wrocław śladami Tadeusza Różewicza (Wrocław 2021)[13].
- Anatomia nowoczesnego regionu. O związkach środowiska, kultury i pamięci (Wrocław 2023).

### Publikacje zespołowe
- Przekraczanie granic. O twórczości Tadeusza Różewicza, red. W. Browarny, J. Orska, A. Poprawa (Kraków 2007).
- Herbert (nie)oswojony, red. W. Browarny, J. Orska, A. Poprawa (Wrocław 2008).
- Zaraz wracam. Antologia, red. W. Browarny, M. Hamkało, M. Mizuro (Wrocław 2008).
- Białoszewski przed dziennikiem, red. W. Browarny, A. Poprawa (Kraków 2010).
- Po Miłoszu, red. M. Bielecki, W. Browarny, J. Orska (Kraków 2011).
- Rozkład jazdy. 20 lat literatury Dolnego Śląska po 1989 roku, red. J. Bierut, W. Browarny, G. Czekański (Wrocław 2012).
- Opcja niemiecka. O problemach z tożsamością i historią w literaturze polskiej i niemieckiej po 1989 roku, red. W. Browarny, M. Wolting (Kraków 2014).
- Wałbrzych i literatura. Historia kultury literackiej i współczesność, red. S. Bielawska, W. Browarny (Wałbrzych 2014).
- Centra – peryferie w literaturze polskiej XX i XXI wieku, red. W. Browarny, D. Lisak-Gębala, E. Rybicka (Kraków 2015).
- Broszura krajoznawczej „Odznaki Dolnośląskiej”, praca zbiorowa, autorzy haseł: W. Browarny, M. Guz, H. Jaroszewicz (Kotórz Mały 2015).
- Kultura ziemi kłodzkiej – tradycje i współczesność, red. E. Białek, W. Browarny, M. Ruchniewicz (Wrocław 2016).
- „Die schönen Überbleibsel nach dem Ende der Welt”. Sudeten, literarisch. „Piękne resztki po końcu świata”. Sudety literackie. „Krásné relikty po konci svĕta”. Sudety literárně, Hgg./Red./Vyd. J. Bernig, W. Browarny, C. Prunitsch (Dresden 2017).
- Nauka chodzenia. Teksty programowe późnej awangardy, red. W. Browarny, P. Mackiewicz, J. Orska (Kraków 2018).
- Młody Śląsk. Dzieci, młodzież i literatura regionu, red. E. Białek, D. Michułka, W. Browarny (Wrocław 2023).
- Polonistyka światowa: archiwa i współczesność, t. 2: Literatura polska w historiach i kulturach, red. W. Browarny, O. Taranek-Wolańska (Wrocław 2023).